# Juncus dolichanthus
Juncus dolichanthus är en tågväxtart som beskrevs av Lawrence Alexander Sidney Johnson. Juncus dolichanthus ingår i släktet tåg, och familjen tågväxter. Inga underarter finns listade i Catalogue of Life.